# Митраков, Виктор Дмитриевич
Виктор Дмитриевич Митраков (19 февраля 1921, Митраково, Чердынский уезд, Пермская губерния (ныне — Красновишерский район, Пермский край) — 4 октября 2013, Тосно, Ленинградская область, Россия) — участник Великой Отечественной войны, командир стрелкового батальона 250-го гвардейского стрелкового полка (83-я гвардейская Краснознамённая ордена Суворова стрелковая дивизия, 11-я гвардейская армия, 3-й Белорусский фронт), гвардии майор. Герой Советского Союза.

## Биография
Окончил Новосибирское военное пехотное училище. В 1940 году воевал добровольцем на Советско-финской войне. С сентября 1941 принимал участие в Великой Отечественной войне. Участник битв под Москвой и под Курском, Белорусской, Восточно-Прусской, Кёнигсбергской операций.
В апреле 1945 в ходе десантной операции на косу Фрише-Нерунг был тяжело контужен. 29 июня 1945 года гвардии майору Виктору Дмитриевичу Митракову было присвоено звание Героя Советского Союза с вручением ордена Ленина и медали «Золотая Звезда».
В дальнейшем окончил Военную академию имени М. В. Фрунзе, работал преподавателем в Вильнюсском военном училище, командовал стрелковым полком. Жил в Таллине (Эстонская ССР). В 1961 — уволен в запас, с 1977 — на пенсии. С 1994 года проживал в городе Тосно Ленинградской области. Вел патриотическую работу, был членом городского Совета ветеранов войны. В 2005 году участвовал в параде в честь 60-летия Победы в Москве.
Скончался 4 октября 2013 года.

## Награды и звания
- Герой Советского Союза с вручением ордена Ленина и медали  «Золотая Звезда» (29.06.1945);
- орден Александра Невского (31.03.1944);
- орден Отечественной войны 1-й степени (11.03.1985);
- орден Красной Звезды;
- медаль «За боевые заслуги» (1941);
- другие медали.
- Почётный гражданин Тосненского района Ленинградской области (2007).

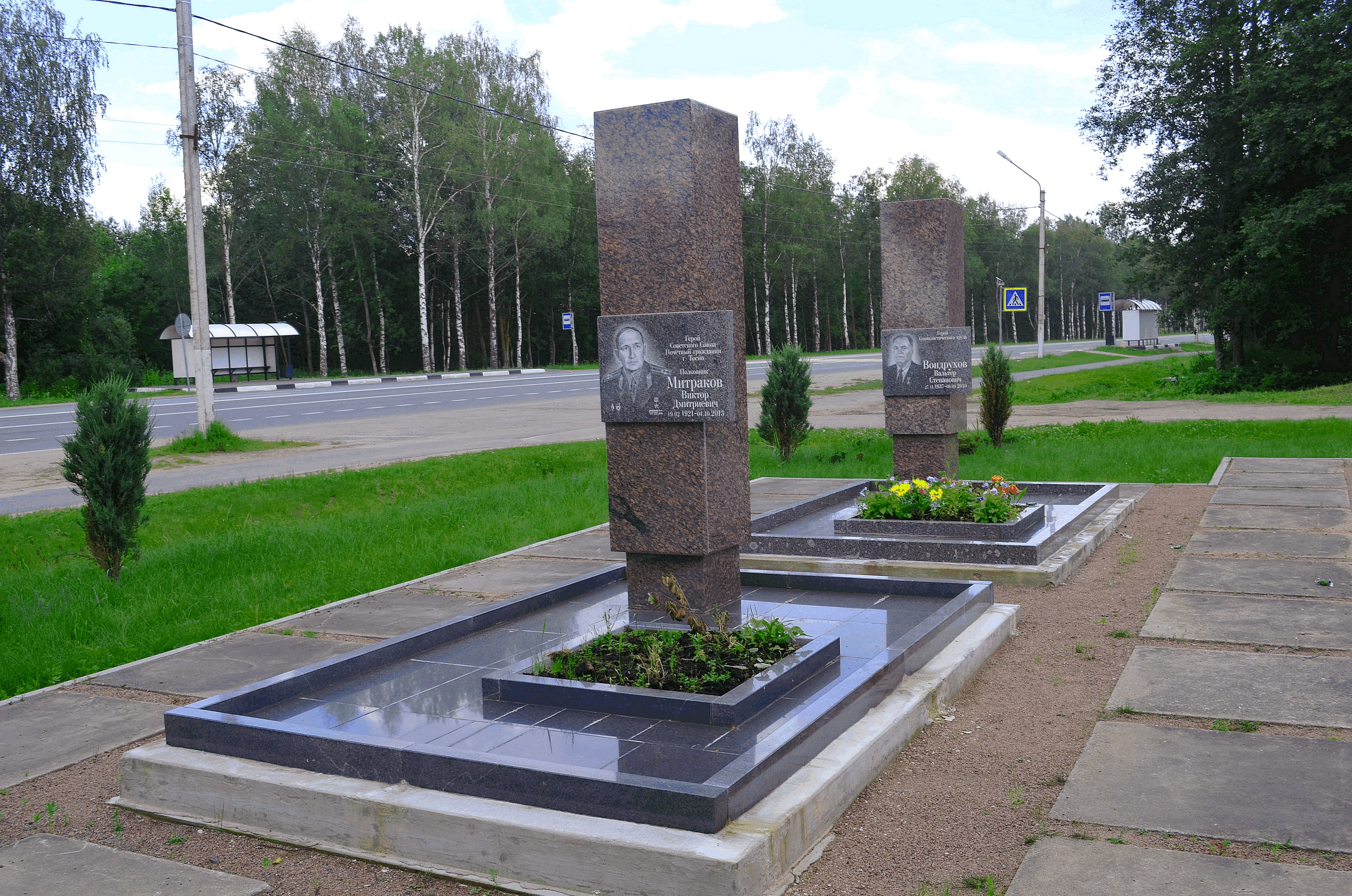
Могила Митракова на кладбище г. Тосно